# Chelonarium indicum
Chelonarium indicum là một loài bọ cánh cứng trong họ Chelonariidae. Loài này được Grouvelle miêu tả khoa học đầu tiên năm 1894.